# Paller de Casa Pere Martí
El Paller de Casa Pere Martí és una obra de la Vall de Boí (Alta Ribagorça) inclosa a l'Inventari del Patrimoni Arquitectònic de Catalunya.

## Descripció
Edifici de planta rectangular adossat al de l'habitatge que ha sigut refet i transformat.
Consta de planta baixa destinada originalment a cort i un pis destinat a paller. La coberta és a tres vessants (est, sud i oest), mentre que la façana nord, sobre el camí, que té la porta de la cort i l'obertura del paller, està rematada pels pendents de la coberta.